# 全国お茶まつり
全国お茶まつり（ぜんこくおちゃまつり）とは、全国のお茶の関係者が一同に集い、年に一度開催されるイベント。全国の茶産地から出品された茶の審査が行われ、その年の優秀な茶を選定し、農林水産大臣賞をはじめ賞が与えられる全国茶品評会が行われるほか、開催地では優秀な茶の展示をはじめ、茶の試飲会、その他茶にまつわる関連の展示、商品の販売等で、消費者も参加してにぎわう。

## 過去の開催状況
| 回 | 年     | 開催地                               |
| 54 | 2000年 | 埼玉県入間市                         |
| 55 | 2001年 | 三重県松阪市                         |
| 56 | 2002年 | 鹿児島県揖宿郡頴娃町（現・南九州市） |
| 57 | 2003年 | 静岡県静岡市                         |
| 58 | 2004年 | 愛知県西尾市                         |
| 59 | 2005年 | 福岡県筑後市                         |
| 60 | 2006年 | 静岡県榛原郡川根本町                 |
| 61 | 2007年 | 滋賀県甲賀市                         |
| 62 | 2008年 | 熊本県上益城郡益城町                 |
| 63 | 2009年 | 埼玉県入間市                         |
| 64 | 2010年 | 奈良県奈良市                         |
| 65 | 2011年 | 鹿児島県霧島市                       |
| 66 | 2012年 | 静岡県掛川市                         |
| 67 | 2013年 | 京都府宇治市                         |
| 68 | 2014年 | 宮崎県宮崎市                         |
| 69 | 2015年 | 静岡県静岡市                         |
| 70 | 2016年 | 三重県鈴鹿市                         |
| 71 | 2017年 | 長崎県佐世保市                       |